# Peramelidae
Los peramélidos (Peramelidae), conocidos como bandicuts (bandicoot en inglés), son una familia de mamíferos marsupiales similares a las ratas, con el hocico largo y puntiagudo, las orejas sin pelo y la cola peluda. 
Su tamaño es algo mayor que el de la rata y más pequeño que el conejo. Los dedos de sus cuatro patas acaban en agudas garras. El pelaje está formado por cerdas bastas, y su color puede ser anaranjado, grisáceo o marrón; también puede ser rayado en algunas especies. A pesar de las similitud con roedores y musarañas, esto es producto de la convergencia evolutiva; no estando emparentados con estos. 
Los bandicuts se distingue por dos características que divergen del conjunto de los marsupiales: la primera es la presencia de muchos dientes incisivos (poliprotodoncia), que es característico de los marsupiales carnívoros e insectívoros, y la segunda es una estructura especializada del pie que consiste en la unión del segundo y tercer dedo para formar una única uña y que es propio de marsupiales herbívoros como el canguro.

## Distribución geográfica
Las 21 especies de bandicuts se extienden por Australia, Tasmania, Nueva Guinea e Indonesia. Aparte de las zarigüeyas de América del Norte y del Sur, esta es la única zona donde se hallan marsupiales. La razón es que estas áreas estuvieron aisladas del resto del mundo antes de que los mamíferos placentarios se hubieran extendido hasta ellas.

## Hábitos
Son animales de hábitos crepusculares y nocturnos, y pasan las horas de luz escondidos en hoyos, grietas o nidos hechos de hierbas y otras materias vegetales. Los bandicuts tienen la misma fórmula dentaria que los marsupiales que se alimentan de carne, como el gato marsupial, el lobo marsupial y el diablo de Tasmania, pero en general tienen una dieta más variada. La mayoría de las especies son omnívoras: se alimentan de insectos, pequeños mamíferos y plantas.
Algunas especies viven a base de bulbos, raíces y semillas. Otras son totalmente carnívoras y comen insectos, caracoles, babosas, orugas, lombrices, lagartijas y ratones. Aunque otros, como los bilbis, también llamados bandicuts conejo, prefieren una dieta carnívora a base de pequeños mamíferos y lagartos.

## Depredadores
Los bandicuts tienen enemigos naturales tales como los varanos, con quienes comparten hábitat y los aborígenes, que históricamente han cazado a los bandicuts. Desde la llegada de los colonizadores británicos, se han introducido animales domésticos que han puesto en peligro su supervivencia.

## Época reproductora
La época reproductora es normalmente la primavera, pero algunas especies, como el bandicut de hocico corto y el bandicut de hocico largo pueden reproducirse a lo largo de todo el año, y las hembras de dichas especies son fértiles cuando todavía están en crecimiento. La gestación dura entre dos o tres semanas y nacen de 1 a 5 crías. A medida que los pequeños van creciendo, el marsupio se dilata.

## Crías minúsculas
Las crías de los marsupiales nacen cuando todavía son diminutas. Las del bandicut miden sólo 1,2 centímetros y pesan 0,3 gramos. No obstante pueden llegar hasta el marsupio, ayudados por unas uñas grandes y buscan el pecho materno, permaneciendo firmemente aferrados hasta pasados treinta días. Entonces ya pueden moverse en el interior del marsupio, pero no salen de él hasta que cumplen siete semanas, e incluso vuelven a refugiarse en el marsupio cuando se ven amenazados por algún peligro. El marsupio de los bandicuts se abre hacia atrás, entre las patas posteriores, al revés que en el canguro, cuyo marsupio se abre hacia delante.

## Peligro de extinción
Antes de la llegada de los europeos a Oceanía, los marsupiales pudieron vivir sin competencia. En la actualidad, con el desmonte de terrenos selváticos, se han destruido muchos de sus hábitats naturales. Al mismo tiempo, que se han introducido gatos, perros, zorros y ratas que también les han atacado.
Algunos marsupiales se han extinguido ya, mientras que otros son hoy muy raros. Los bandicuts en especial han padecido la caza indiscriminada y los efectos de campañas para exterminación de los conejos, ya que las trampas y los venenos no son selectivos. Algunas especies, como el bandicut de patas de cerdo, que hace tiempo fue muy numeroso en Australia, se encuentran hoy sólo en lugares aislados.
Muchos agricultores y jardineros persiguen y exterminan a los bandicuts porque ocasionan destrozos en el campo o en el jardín. Sin embargo, son realmente beneficiosos, porque devoran las larvas de escarabajos y de gusanos, así como controlan a ratones e insectos que de otra manera podrían llegar a convertirse en plagas. 
Puede que en la actualidad especies como el bandicut de pies de cerdo del centro de Australia y el bandicut hociquilargo de la isla de Ceram se hayan extinguido. Por otro lado, las dos especies de bandicut conejo están consideradas especies amenazadas.
También el bandicut de hocico corto, antes muy común en toda Australia, tiende a desaparecer debido a que su piel es altamente valorada.

## Esperanza de vida
Los bandicuts viven de nueve a quince años cuando se hallan en cautividad.

## En la cultura popular
- El famoso Crash y su hermana Coco de la saga de videojuegos Crash Bandicoot están inspirados en los bandicuts.

- Actualmente, en la serie Sonic Boom basada en el famoso personaje de SEGA Sonic, hay dos hermanas bandicuts: Perci y Stacey Bandicoot.

## Clasificación
- Subfamilia Peramelinae
  - Género Crash †
    - Crash bandicoot †

  - Género Isoodon
    - Isoodon auratus
    - Isoodon macrourus
    - Isoodon obesulus
    - Ischnodon australis †

  - Género Perameles
    - Perameles bougainville
    - Perameles gunnii
    - Perameles nasuta
    - Perameles eremiana †
    - Perameles allinghamensis †
    - Perameles bowensis †
    - Perameles papillon †
- Subfamilia Peroryctinae
  - Género Peroryctes
    - Peroryctes broadbenti
    - Peroryctes raffrayana
    - Peroryctes tedfordi †
- Subfamilia Echymiperinae
  - Género Echymipera
    - Echymipera rufescens
    - Echymipera clara
    - Echymipera echinista
    - Echymipera kaluba
    - Echymipera davidi

  - Género Microperoryctes
    - Microperoryctes murina
    - Microperoryctes ornata
    - Microperoryctes longicauda
    - Microperoryctes aplini
    - Microperoryctes papuensis

  - Género Rhynchomeles
    - Rhynchomeles prattorum